# Prehistoric Isle in 1930
Prehistoric Isle in 1930 est un jeu vidéo d'arcade de type shoot them up développé et commercialisé par SNK en 1989 sur borne d'arcade.